# Pubblicazioni italiane di Batman
Questa lista è suscettibile di variazioni e potrebbe essere incompleta o non aggiornata.

Di seguito sono elencate in ordine cronologico (di inizio pubblicazione) le serie e gli albi a fumetti con protagonista il personaggio di Batman, edite in Italia da differenti case editrici nel corso degli anni (negli Stati Uniti i fumetti di Batman sono pubblicati da DC Comics).
Le pubblicazioni sono ordinate secondo le case editrici licenzatarie esclusive, per annata. Dal 2020 la licenzataria italiana è Panini Comics. Sotto l'etichetta "Altri editori" sono riportate invece gli albi editi da case editrici non licenziatarie ufficiali (al momento della pubblicazione di quegli albi).

## Edizioni Milano (1945-1946)
- Collezione Uomo d'Acciaio

## Mondadori (1955-1970)

### Serie regolari
- Albi del falco dal n. 33 Batman appare nella quasi totalità dei più dei 600 numeri pubblicati.
- Batman, n. 1-82

## Williams (1971-1973)

### Serie regolari
- Batman [Williams I], numeri 1-11
- Batman [Williams II], numeri 1-21

## Cenisio (1976-1981)

### Serie regolari
- Batman, numeri 1-71 (1976-1981)

### Albi unici
- Batman contro L'incredibile Hulk

## Rizzoli (1988-1992)

### Corto Maltese
In questi anni non esiste nessuna serie regolare, ma alcune storie vengono pubblicate all'interno della rivista Corto Maltese.
- Il ritorno del cavaliere oscuro n. 52, 58, 65, 69 (con il titolo Batman - Il cavaliere oscuro ritorna)
- Batman n. 73 (è l'adattamento a fumetti del film Batman)
- Batman: The Killing Joke n. 76
- Batman: Anno uno n. 78, 81
- Batman: Anno due n. 97, 97 (numerazione sbagliata del numero 98)
- Batman - Il ritorno n. 108 (è l'adattamento a fumetti dell film Batman - Il ritorno)
- Batman versus Predator n. 112, 113, 114
- Batman - Digital Justice n. 88, 89, 90, 91
- Arkham Asylum: Una folle dimora in un folle mondo n. 94, 95, 96
- Batman & Giudice Dredd - Giudizio su Gotham n. 107

### Albi unici
- Il ritorno del cavaliere oscuro (dicembre 1989)

## Glenat-Rizzoli (1992-1995)

### Serie regolari
- Batman, numeri 0-52

## Play Press (1995-2006)

### Serie regolari
- Batman, numeri 0-82 (-)
- Le Avventure di Batman numeri 1-37 - titolo modificato poi in Le Avventure di Batman & Robin dal n. 24
- Batman Saga, numeri 1-24 (novembre 1995 - ottobre 1997)[1] (consultato in data 01-08-2009)
- Batman: Terra di nessuno, numeri 1-18 (-)
- Le leggende di Batman numeri 1-28 (-) - contiene gli albi di Legends of the Dark Knight:
- DC Universe, numeri 1-27 (novembre 2003 - luglio 2006)
- Batman Nuova Serie numeri 1-20
- Catwoman, in PlayBook Collection n. 8
- DC Prestige, numeri 1-26
- Play Magazine, numeri 1-43
- Play Press Presenta numeri 1-14:
- Batman Magazine, numeri 1-12 (aprile 2005 - luglio 2006)[2]
- Batman, numeri 1-4 (aprile 2002, gennaio 2003 -) - TP prima serie
- Batman, numeri 1-9 (dicembre 2004 - giugno 2006) - TP seconda serie
- Batman - Detective Comics numeri 1-6 (-) - TP
- Gotham Central, numeri 1-8[3]

### Miniserie
- Batman: Ora Zero, numeri 1-2 (maggio - giugno 1995)
- Batman contro Predator II - Scontro di sangue, numeri 1-4 (maggio - agosto 1995) - contiene Batman Vs. predator II - Bloodlines
- Batman: Bianco e Nero, numeri 1-4 (agosto - novembre 1996) - contiene Batman: Black & White prima serie
- Superman & Batman: Generazioni, numeri 1-2
- Superman & Batman: Generazioni 2, numeri 1-2
- Batman: Muore! numeri 1-2 - TP
- Batman - Bruce Wayne: Assassino? numeri 1-2 - TP
- Batman - Bruce Wayne: Fuggitivo numeri 1-3 - TP
- Il cavaliere oscuro colpisce ancora, numeri 1-3 (marzo 2002 -)
- Batman Superman Wonder Woman: Trinity, numeri 1-3 (ottobre 2004)
- Gli Archivi di Batman, numeri 1-8 (1996 - 1998)

### Albi unici
- Batman: Il cerchio si chiude (marzo 1997) - contiene Batman: Full Circle
- Batman & Robin (agosto 1997) - adattamento del film Batman & Robin
- Batman: La sfida di Man-Bat (maggio 1998)
- Batman: La confraternita del pipistrello (febbraio 1999) - contiene Brotherood of the Bat
- Batman/Giudice Dredd: L'ultimo enigma (ottobre 1995) - contiene Batman/Judge Dredd: The Last Riddle
- Batman: Il calice (agosto 2001)
- Batman: oscure alleanze (marzo 2000) - contiene Batman: Dark Allegiancies
- Stan Lee presenta: Batman (febbraio 2002)
- Batman: The Ankh (settembre 2002)
- Batman/Nightwing: Bloodborne (novembre 2002)
- Batman: Ego (maggio 2003)
- Batman/Dredd: Giudizio su Gotham
- Batman: Veleno - contiene Batman: Venom
- Batman contro Predator (giugno 1994)
- Batman Forever (ottobre 1995) - adattamento del film Batman Forever
- Batman & Robin - adattamento del film Batman & Robin
- Batman/Tarzan
- Le leggende di Batman: Assedio (agosto 2001) - contiene Siege
- Le leggende di Batman: Terrore (luglio 2002) - contiene Terror
- Le leggende di Batman: The Arrow and the Bat (agosto 2004) - contiene The Arrow and the Bat
- Batman: Fuorilegge - TP
- Batman: Gotham Knights (dicembre 2001) - TP
- Batman: Officer Down (marzo 2003) - TP
- Batman/Joker: Switch (dicembre 2004)
- Batman: Mad Love (marzo 2005)
- Arkham Asylum: Una folle dimora in un folle mondo (gennaio 2006)
- Year One: Batman Ra's al Ghul (giugno 2006)

## Planeta DeAgostini (2006 - 2012)

### Serie regolari
- Batman, numeri 1-53 (da giugno 2007)
- Batman presenta: Catwoman, numeri 1-5 (da giugno 2007)
- Batman presenta: Robin, numeri 1-8 (da luglio 2007)
- Batman presenta: Nightwing (da agosto 2007)
- Batman e gli Outsiders (da febbraio 2009)
- Batman Confidential, non 1-7 (da giugno 2009) - contiene Batman Confidential
- Le leggende di Batman, numeri 1-14 () - contiene albi di Legends of the Dark Knight
- Superman/Batman numeri 1-24 (da 2008-2010) - contiene Superman/Batman
- Batman: La leggenda, numeri 1-100 (agosto 2008-2010)[4]

### Miniserie
- Batman: Cappuccio rosso nn. 1-3 (2007)
- Gotham Central nn. 1-2 (??? - maggio 2007)[3]
- Batman: Arkham, numeri 1-12[5] - contiene storie sui principali villain di Batman
- Classici DC: Batman The Brave and the Bold, numeri 1-5 - contiene albi di The Brave and the Bold
- Batman illustrato da Neal Adams numeri 1-3 (agosto 2007 -)
- Batman: Arkham City nn.1-4 (l'ultimo numero conclusivo, il n. 5, è stato pubblicato dalla RW edizioni)

### Albi unici
- Batman: Anno uno
- Il ritorno del cavaliere oscuro
- The Killing Joke
- Il cavaliere oscuro colpisce ancora
- Batman: Un anno dopo (maggio 2007)
- Gotham Central: Josie Mac (giugno 2007)[3]
- Batman Jekyll & Hide (luglio 2007)
- Batman/Deadman (luglio 2007)
- Batman: Crimine di guerra - contiene Batman: War Crimes
- Batman: Gotham Knights
- Gotham Central - Servire e proteggere[3]
- Batman: Black & White (2008) - contiene le tre serie di Batman: Black & White
- Joker (giugno 2009) - contiene Joker Hardcover
- Batman R.I.P. (agosto 2009)
- Batman: Gotham a mezzanotte
- All Star Batman e Robin
- World's Finest Comics
- Batman Giustizia cieca
- Batman Gotham Underground
- Batman Barcellona
- Batman Gotham County
- Batman città spezzata

## RW Edizioni (2012-2020)

### Serie regolari
- Batman, numeri 54-57
- Batman e Robin, numeri 1-3
- Batman (The New 52) - contiene le serie Batman, Detective Comics, Nightwing, numeri 1-56
- Batman World (The New 52) - contiene alternate le serie Batman e Robin, Batman: Il Cavaliere Oscuro, Batwing, Cappuccio Rosso e i Fuorilegge
- Batman Universe (The New 52) - contiene alternate le serie Birds of Prey, Catwoman, Batgirl, Batwoman
- Batman Il Cavaliere Oscuro
- Batman e i Superamici
- Batman '66
- Batman (Rinascita (DC Comics) ), contiene  Batman, Detective Comics, Nightwing, numeri 1-72

### Altre pubblicazioni
Altre storie, per lo più autoconclusive, vengono pubblicate all'interno delle seguenti collane:
- Grandi opere DC
- DC Classic
- DC Miniserie
- DC Absolute
- DC Omnibus

Al di fuori di queste collane la RW Edizioni ha pubblicato:
- il n. 5 della miniserie Batman: Arkham City di Paul Dini e Carlos D’Anda, i cui primi 4 numeri erano editi dalla Planeta De Agostini
- Batman: Giudizio su Gotham di David Hine, Fabian Nicieza, Peter Calloway, Guillem March, Freddie E. Williams II, Andres Guinaldo
- Batman Chronicles (vol.1) - volume a tiratura limitata di 340 copie

## Altri editori

### BD Edizioni
- Joe R. Lansdale, La lunga strada della vendetta (Batman: Captured by Engines). 1991, pagg. 256. ISBN 9788861230637 - Romanzo
- Duane Swierczynski, Batman - Omicidio a Villa Wayne (Murder at Wayne Manor: An Interactive Batman Mystery). 2009, pagg. 80. ISBN 9788861234819 - Libro interattivo, illustrato da David Lapham

### La gazzetta dello sport
- Batman: Città oscura - collana Dark Side

### La Repubblica
- Batman (2003) - collana I classici del fumetto di Repubblica n. 24

### Magic Press
- Batman/Deathblow: Fuoco incrociato

### Mondadori
- Batman: Gli inizi (maggio 2005) - collana Oscar Best Sellers
- Catwoman: Sfida a Batman (2006) - collana Oscar Best Sellers

### Panini Comics
- Spawn Batman (Spawn/Batman: Red Scar), in Cult Comics n. 4
- Batman/Punisher, in Le battaglie del secolo n. 4 - contiene Batman/Punisher: Lake of Fire e Punisher/Batman
- Batman & Capitan America, in Le battaglie del secolo n. 11 (aprile 1997)
- Devil & Batman, in Le battaglie del secolo n. 12 (giugno 1997)
- Batman & l'Uomo Ragno, in Le battaglie del secolo n. 18 (settembre 1997)
- Darkness/Batman (dicembre 2000), in 'Cult Comics - Top Cow presenta n. 10
- Batman Begins (luglio 2005) - adattamento del film Batman Begins
- Batman/Spirit (giugno 2008)

### Rizzoli
- Carmen Convito, Batman (1999) - collana I classici del fumetto